# Llengua bhumij
El bhumij és un dialecte del grup de llengües munda de la família austroasiàtica parlada a l'est de l'Índia pel poble bhumijs.
El bhumij té un alfabet anomenat Ol Onal, va ser inventat per Mahendra Nath Sardar entre 1981 i 1992; la literatura en escriptura Bhumij i Ol Onal és abundant. Mahendra Nath Sardar era conegut popularment com Ol Guru. Aquesta escriptura és alfabètica i no comparteix cap de les propietats sil·làbiques d'altres escriptures índies com el devanagari.